# Gastrodia queenslandica
Gastrodia queenslandica är en orkidéart som beskrevs av Alick William Dockrill. Gastrodia queenslandica ingår i släktet Gastrodia och familjen orkidéer. Inga underarter finns listade i Catalogue of Life.